# کوین کراتز
کوین کراتز (انگلیسی: Kevin Kratz؛ زادهٔ ۲۱ ژانویهٔ ۱۹۸۷) بازیکن فوتبال اهل آلمان است.
از باشگاه‌هایی که در آن بازی کرده‌است می‌توان به باشگاه فوتبال آتلانتا یونایتد، باشگاه فوتبال آلمانیا آخن، فیلادلفیا یونیون، باشگاه فوتبال آینتراخت برانشوایگ، و باشگاه فوتبال اس‌وی زاندهاوزن اشاره کرد.